# Placówka Straży Celnej „Oźna”

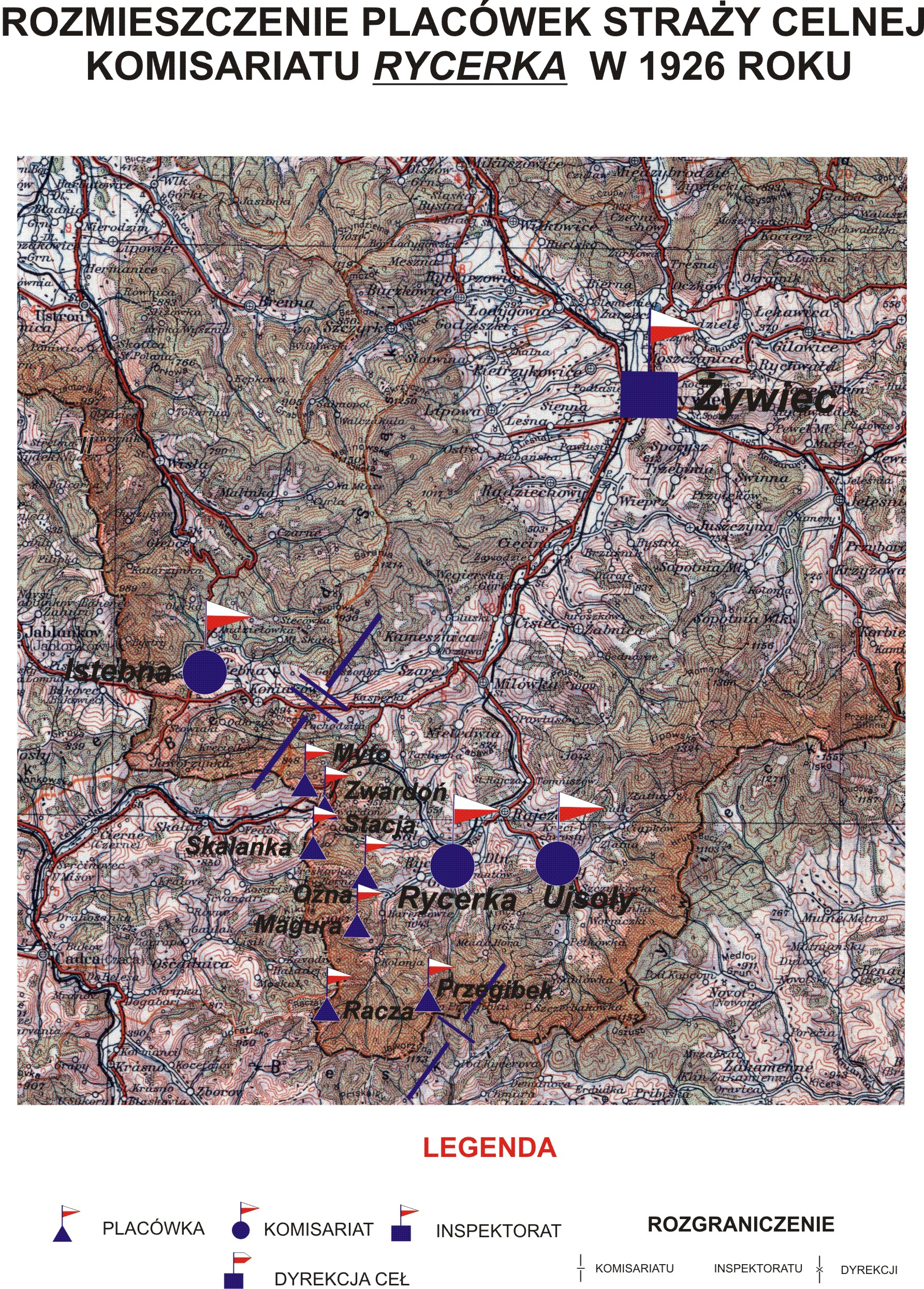
Rozmieszczenie placówek SC Komisariatu Rycerka w 1926 r.

Placówka Straży Celnej „Oźna” – jednostka organizacyjna Straży Celnej pełniąca w okresie międzywojennym służbę ochronną na granicy polsko-czechosłowackiej.

## Formowanie i zmiany organizacyjne
Na wniosek Ministerstwa Skarbu, uchwałą z 10 marca 1920 roku, powołano do życia Straż Celną. Od połowy 1921 roku jednostki Straży Celnej rozpoczęły przejmowanie odcinków granicy od pododdziałów Batalionów Celnych. Proces tworzenia Straży Celnej trwał do końca 1922 roku. Placówka Straży Celnej „Oźna” weszła w podporządkowanie komisariatu Straży Celnej „Rycerka” z Inspektoratu SC „Żywiec”.
W drugiej połowie 1927 roku przystąpiono do gruntownej reorganizacji Straży Celnej. W praktyce skutkowało to rozwiązaniem tej formacji granicznej. Ochronę północnej, zachodniej i południowej granicy państwa przejęła powołana z dniem 2 kwietnia 1928 roku Straż Graniczna. W strukturach nowo powstałej formacji placówki „Oźna” nie odtworzono.

## Funkcjonariusze placówki
Kierownicy placówki
| stopień    | imię i nazwisko, numer | okres pełnienia służby |
| ---------- | ---------------------- | ---------------------- |
| przodownik | Antoni Krawczyk (135)  | był w 1926             |

Obsada personalna placówki w 1926:
- przodownik Antoni Krawczyk (135)
- starszy strażnik Józef Ciepły (388)
- strażnik Walenty Borowczyk (723)
- strażnik Józef Gabryszak (1353)
- strażnik Michał Kolisz (1692)
- strażnik Ludwik Klima (1851)
- strażnik Jan Cykowski (2014)